# 祖曼道河
21°35′45″S 45°24′44″E / 21.59583°S 45.41222°E

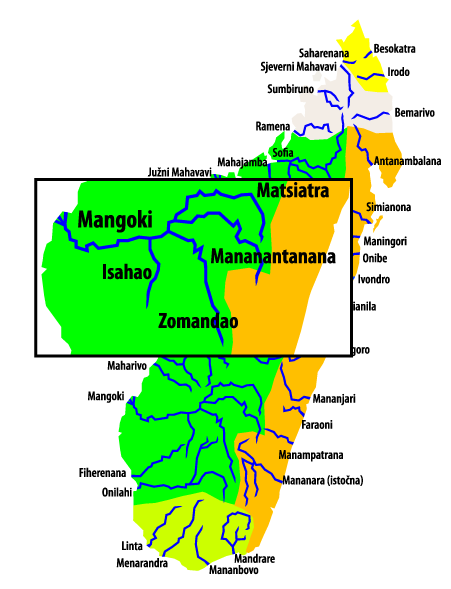

祖曼道河，是馬達加斯加的河流，位於該國中部，流經上馬齊亞特拉區和伊霍羅貝區，河道全長283公里，流域面積10,300平方公里，最終注入曼古基河。